# Gezondheidszorgdienst van de Nederlandse krijgsmacht
De gezondheidszorgdienst van de Nederlandse krijgsmacht voert de militaire gezondheidszorg voor de Nederlandse krijgsmacht uit. 
Van een aparte dienst met een eigen commando binnen de militaire organisatie is geen sprake. De zee-, land- en luchtstrijdkrachten van de Nederlandse krijgsmacht hebben elk hun eigen gezondheidszorgsysteem, opgebouwd rond eerste- en tweedelijns voorzieningen in Nederland, op de Nederlandse Antillen en in uitzendgebieden. 
Een aantal kostbare of schaarse diensten is centraal ondergebracht bij het Commando DienstenCentra, zoals: 
- het Centraal Militair Hospitaal te Utrecht,
- het Militair Revalidatiecentrum te Doorn,
- het Militair Geneeskundig Logistiek Centrum te Heerenveen en
- het Opleidingscentrum Militair Geneeskundige Diensten in Hilversum.

Verder ontwikkelt de Directie Militaire Gezondheidszorg in de Bestuursstaf van het Ministerie van Defensie militair gezondheidszorgbeleid. 
De Inspectie Militaire Gezondheidszorg tot slot houdt namens de Geneeskundige Hoofdinspectie toezicht op het functioneren van de militaire gezondheidszorg.